# EB/Streymur
EB/Streymur er en færøsk fodboldklub, som blev etableret i 1993 efter en fusion mellem EB fra Eiði (Eiðis Bóltfelag), som blev etableret i 1913 og Streymur fra Streymnes og Hvalvík, som blev etableret i 1976. EB/Streymurs bedste fodboldhold spiller i Betrideildin, som er mændenes top-division. EB/Streymur har vundet det færøske mesterskab to gange, i 2008 og 2012 og den færøske pokalturnering fire gange: 2007, 2008, 2010, 2011. 

## Trænere
- Hans Jákup Andreasen (1993)
- Páll Guðlaugsson (Jan 1994–Juni 94)
- Bergur Magnussen (Juni 1994–Dec 94)
- Harry Benjaminsen (1997)
- Jón Sólsker
- Bergur Magnussen (2001)
- Trygvi Mortensen (2002)
- Piotr Krakowski (2003–07)
- Sámal Erik Hentze (2007)
- Sigfríður Clementsen (Jan 2008–Juni 09)
- Heðin Askham (Aug 2009–Dec 12)
- Rúni Nolsøe (Jan 2013––2014)
- Eliesar Olsen (2015)
- Olgar Danielsen (2016)
- Heðin Askham (2017–2018)
- Jákup Martin Joensen (2019–)